# Theodor Fontane
Theodor Fontane (Neuruppin, Brandenburg, Prússia, 30 de desembre de 1819 – Berlín, 20 de setembre de 1898) fou un novel·lista i poeta alemany, considerat per molts l'escriptor realista alemany més important del segle xix. La seva obra principal és la novel·la Effi Briest, del 1896, de la que Thomas Mann va dir que si hagués de reduir la seva biblioteca a només sis novel·les, aquesta n'havia de ser una.
Fontane pertanyia a una família d'hugonots originaris de França.